# Mountfield
Mountfield är en ort och civil parish i Storbritannien.   Den ligger i grevskapet East Sussex och riksdelen England, i den sydöstra delen av landet, 70 km sydost om huvudstaden London. Mountfield ligger 50 meter över havet och antalet invånare är 573.
Terrängen runt Mountfield är platt. Runt Mountfield är det ganska tätbefolkat, med 166 invånare per kvadratkilometer. Närmaste större samhälle är Hastings, 13,0 km sydost om Mountfield. Trakten runt Mountfield består i huvudsak av gräsmarker.